# Nathalie Lissenko

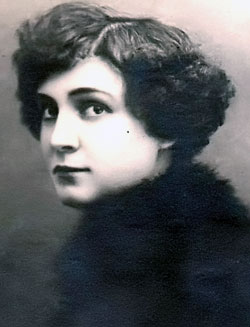
Nathalie Lissenko

Nathalie Andrianowna Lissenko, ukrainisch Наталія Андріївна Лисенко, russisch Наталья Андриановна Лисенко, (* 6. Augustjul. / 18. August 1884greg. in Nikolajew, Russisches Kaiserreich; † 7. Januar 1969 in Paris, Frankreich) war eine ukrainische Schauspielerin.

## Leben
Natalja Lissenko erhielt bis 1904 Schauspielunterricht am Moskauer Künstlertheater. In den folgenden Jahren spielte sie Theater in der Provinz sowie am Moskauer Korscha-Theater. Von 1909 bis 1912 gehörte sie dem Ensemble des Kiewer Solowzowa-Theater an. Schließlich kehrte Lissenko nach Moskau zurück und setzte ihre künstlerische Arbeit an dortigen Bühnen fort. 1915 wurde Natalja Lissenko für den Film entdeckt, gleich ihr Debüt als Katjuscha Maslowa in einer Adaption von Leo Tolstois Auferstehung war ein Riesenerfolg. Auch später reüssierte sie vor allem in Dramen und Literaturadaptionen Jakow Protasanows. An ihrer Seite wirkte häufig der größte Leinwandstar des Zarenreichs, Iwan Mosjukin, ihr damaliger Ehemann.
Kurz nach der Oktoberrevolution brach Natalja Lissenkos Filmkarriere ab, mit Pater Sergius feierte sie 1918 ihren letzten großen Publikumserfolg. Gemeinsam mit zahlreichen anderen „weißrussischen“ Filmaktiven unter der Führung von Iossif Jermoljew floh Lissenko 1919 aus der Sowjetunion über die Krim und Istanbul nach Frankreich. In Paris ließ sich der Exilantentrupp nieder und baute unter Jermoljews Leitung eine eigene Filmproduktion auf. Mosjukin und Lissenko, die sich dort Nathalie nannte, übernahmen in diesen von fast ausschließlich exilrussischen Regisseuren inszenierten Filmen regelmäßig Hauptrollen.
Ende 1926 ging Nathalie Lissenko bis zum Ende der Stummzeit nach Berlin und wirkte ohne größere Resonanz in einigen deutschen Filmen mit. 1929, mit Anbruch der Tonfilm-Ära, kehrte sie nach Paris zurück. Im Tonfilm sah man jedoch Nathalie Lissenko, die auch in Werken einiger künstlerisch ambitionierter Filmemacher wie den Avantgardisten Alberto Cavalcanti und Jean Epstein auftrat, kaum mehr.
Nathalie Lissenko starb völlig vergessen 1969 in Paris, sie wurde neben Mosjukin auf dem Cimetière de Sainte Genevieve des Bois beerdigt. Ihr erster Ehemann war der russische Schauspieler Nikolai Radin (1872–1935).

## Filmografie
- 1915: Katjuscha Maslowa (Катюша Маслова)
- 1915: Leon Drej (Леон Дрей)
- 1915: Natascha Proskurowa (Наташа Проскурова)
- 1915: Nikolai Stawrogin (Николай Ставрогин)
- 1916: Na boikom meste (На бойком месте)
- 1916: Sud boschij (Суд божий)
- 1916: Sin gadalki (Сын гадалки)
- 1916: Gretsch (Грех)
- 1916: Nischaja (Нищая)
- 1916: Jastrebinoje gnesdo / Ястребиное гнездо
- 1916: Kulissi ekrana / Кулисы экрана
- 1917: Wo wlasti grecha / Во власти греха
- 1917: Prokuror / Прокурор
- 1917: Satana likujuschii / Сатана ликующий
- 1917: Pater Sergius (Otiez Sergej / Отец Сергий)
- 1918: Bogatir duscha / Богатырь духа
- 1918: Tschernaja staja / Черная стая
- 1918: Nemoj strasch / Немой страж
- 1919: Naslednik pro sakasi / Наследник по заказу
- 1919: Atwetnij udar / Ответный удар
- 1919: Taina Korojewi / Тайна королевы
- 1920: Ein beunruhigendes Abenteuer (L'angoissante aventure)
- 1921: Justice d’abord!
- 1921: Das Kind des Karnevals (L'enfant du carnaval)
- 1921: Tempêtes
- 1922: La fille sauvage
- 1922: Ehegeschichten (Le brasier ardent)
- 1923: Verlöschende Fackel (Kean)
- 1923: Grimassen der Großstadt (Les ombres qui passent)
- 1924: Le lion des mongols
- 1925: L’affiche
- 1925: Le double amour
- 1927: Kinderseelen klagen euch an
- 1927: Casanova (Casanova)
- 1927: Auf der Reede (En rade)
- 1928: Rasputins Liebesabenteuer
- 1928: Fünf bange Tage
- 1928: Hurrah! Ich lebe!
- 1929: Balalaika-Nächte (Nuits de princes)
- 1932: Le cochon de Morin
- 1933: La mille et deuxième nuit
- 1939: Le veau gras